# Seznam rektorů Vratislavské univerzity

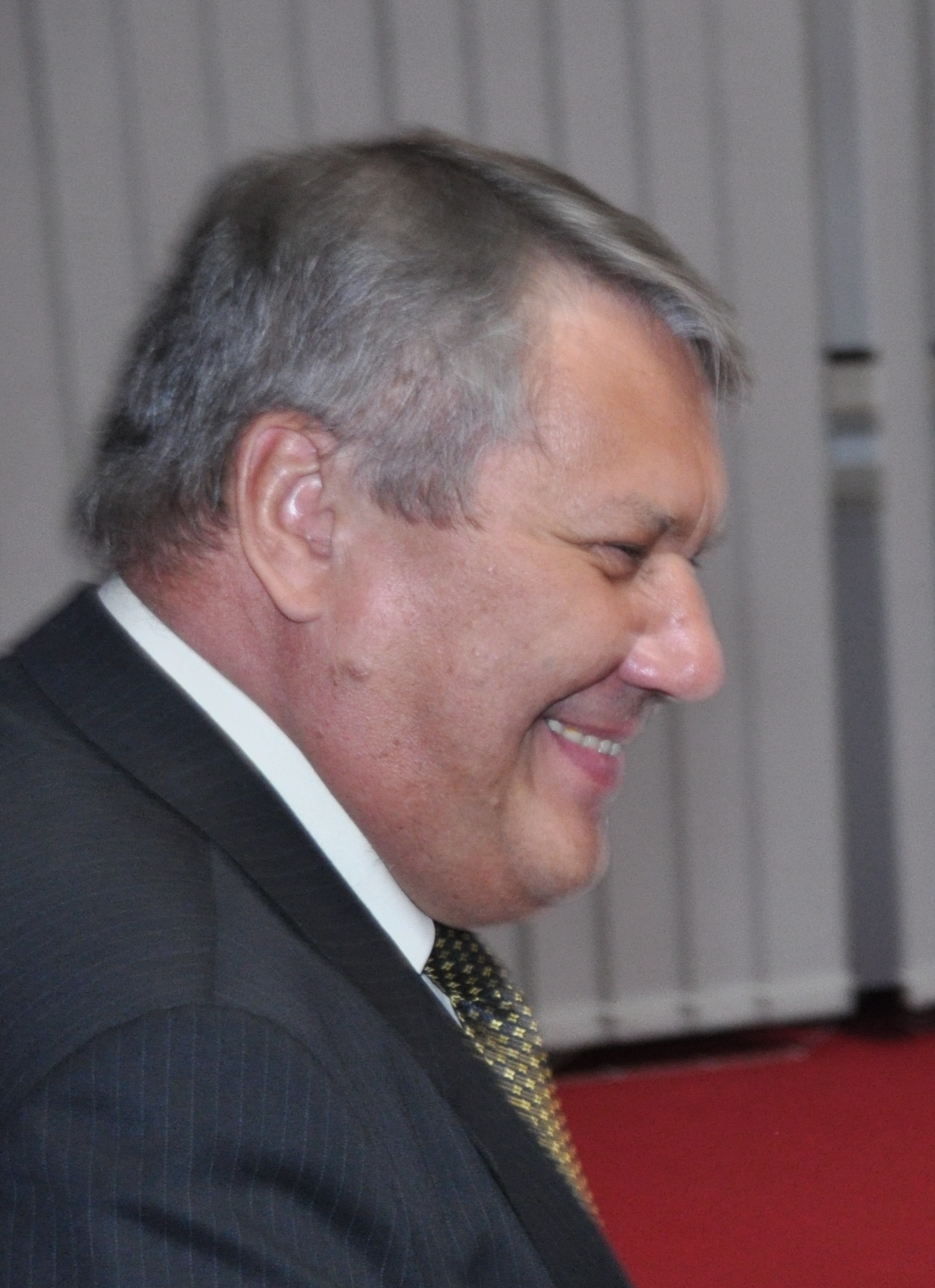
Prof. dr hab. Marek Bojarski, současný rektor, ve funkci od 1. září 2008

Toto je seznam rektorů Vratislavské univerzity vzniklé roku 1811 spojením vratislavské Akademie Leopoldina s Evropskou univerzitou Viadrina z Frankfurtu nad Odrou.

## Vratislavská univerzita jako německá vysoká škola

### Královská univerzita Vratislav (1811–1911)
| pořadí | léta ve funkci | jméno a příjmení rektora                 |
| 1.     | 1811–1812      | Carl August Wilhelm Berends              |
| 2.     | 1812–1814      | Johann Christian Wilhelm Augusti         |
| 3.     | 1814–1815      | Heinrich Friedrich Link                  |
| 4.     | 1815–1816      | Anton Jungnitz                           |
| 5.     | 1816–1817      | Ernst Daniel August Bartels              |
| 6.     | 1817–1818      | Ludwig Gottfried Madihn                  |
| 7.     | 1818–1819      | Friedrich von Raumer                     |
| 8.     | 1819–1820      | Thaddäus Anton Dereser                   |
| 9.     | 1820–1821      | Karl August Dominikus Unterholzner       |
| 10.    | 1821–1822      | Henrich Steffens                         |
| 11.    | 1822–1823      | Hinrich Middeldorpf                      |
| 12.    | 1823–1824      | Johann Wendt                             |
| 13.    | 1824–1825      | August Wilhelm Förster                   |
| 14.    | 1825–1826      | Friedrich Benedict Weber                 |
| 15.    | 1826–1827      | David Schulz                             |
| 16.    | 1827–1828      | Ludolph Christian Treviranus             |
| 17.    | 1828–1829      | Johann Ludwig Christian Carl Gravenhorst |
| 18.    | 1829–1830      | Henrich Steffens                         |
| 19.    | 1830–1831      | Ludwig Wachler                           |
| 20.    | 1831–1832      | Philipp Eduard Huschke                   |
| 21.    | 1832–1833      | David Schulz                             |
| 22.    | 1833–1834      | Karl Ernst Christoph Schneider           |
| 23.    | 1834–1835      | Karl August Dominikus Unterholzner       |
| 24.    | 1835–1836      | Joseph Ignaz Ritter                      |
| 25.    | 1836–1837      | Georg Heinrich Bernstein                 |
| 26.    | 1837–1838      | Julius Friedrich Heinrich Abegg          |
| 27.    | 1838–1839      | Adolph Wilhelm Otto                      |
| 28.    | 1839–1840      | August Hahn                              |
| 29.    | 1840–1841      | Ernst Theodor Gaupp                      |
| 30.    | 1841–1842      | Peter Joseph Elvenich                    |
| 31.    | 1842–1843      | Traugott Wilhelm Gustav Benedict         |
| 32.    | 1842–1843      | Friedrich von Raumer                     |
| 33.    | 1843–1844      | Michael Eduard Regenbrecht               |
| 34.    | 1844–1845      | Friedrich Pohl                           |
| 35.    | 1845–1846      | Philipp Eduard Huschke                   |
| 36.    | 1846–1847      | Heinrich Göppert                         |
| 37.    | 1847–1848      | Karl Ernst Christoph Schneider           |
| 38.    | 1848–1849      | Ernst Eduard Kummer                      |
| 39.    | 1849–1850      | Joseph Julius Athanasius Ambrosch        |
| 40.    | 1850–1851      | Hans Karl Leopold Barkow                 |
| 41.    | 1851–1852      | Eduard Baltzer                           |
| 42.    | 1852–1853      | August Wilhelm Henschel                  |
| 43.    | 1853–1854      | Julius Friedrich Heinrich Abegg          |
| 44.    | 1854–1855      | Christlieb Julius Braniss                |
| 45.    | 1855–1856      | Julius Wilhelm Betschler                 |
| 46.    | 1856–1857      | Carl Löwig                               |
| 47.    | 1857–1858      | Peter Joseph Elvenich                    |
| 48.    | 1858–1859      | Friedrich Haase                          |
| 49.    | 1859–1860      | Josef Friedlieb                          |
| 50.    | 1860–1861      | Christlieb Julius Braniss                |
| 52.    | 1861–1862      | Karl Gottlob Semisch                     |
| 53.    | 1862–1863      | Adolf Friedrich Stenzler                 |
| 54.    | 1863–1864      | Adolf Eduard Grube                       |
| 55.    | 1864–1865      | Ferdinand von Roemer                     |
| 56.    | 1865–1866      | Joseph Hubert Reinkens                   |
| 57.    | 1866–1867      | August Rossbach                          |
| 58.    | 1867–1868      | Richard Roepell                          |
| 59.    | 1868–1869      | Julius Ferdinand Räbiger                 |
| 60.    | 1869–1871      | Otto Stobbe                              |
| 61.    | 1871–1872      | Heinrich Haeser                          |
| 62.    | 1872–1873      | Rudolf Heidenhain                        |
| 63.    | 1873–1874      | Hermann von Schulze-Gävernitz            |
| 64.    | 1874–1875      | Heinrich Eduard Schröter                 |
| 65.    | 1875–1876      | Johann Gottfried Galle                   |
| 66.    | 1876–1877      | Martin Hertz                             |
| 67.    | 1877–1878      | Carl Ludwig von Bar                      |
| 68.    | 1878–1879      | Otto Spiegelberg                         |
| 69     | 1879–1880      | Karl Weinhold                            |
| 70.    | 1880–1881      | Hermann Schwanert                        |
| 71.    | 1881–1882      | Anton Biermer                            |
| 72.    | 1882–1883      | Otto Gierke                              |
| 73.    | 1883–1884      | Richard Roepell                          |
| 74.    | 1884–1885      | Richard Förster                          |
| 75.    | 1885–1886      | Hermann Seuffert                         |
| 76.    | 1886–1887      | Anton Schneider                          |
| 77.    | 1887–1888      | Heinrich Fritsch                         |
| 78.    | 1888–1889      | Theodor Poleck                           |
| 79.    | 1889–1890      | Ferdinand Probst                         |
| 80.    | 1890–1891      | Siegfried Brie                           |
| 81.    | 1891–1892      | Hermann Friedrich Schmidt                |
| 82.    | 1892–1893      | Emil Ponfick                             |
| 83.    | 1893–1894      | Władyslaw Nehring                        |
| 84.    | 1894–1895      | Oskar Emil Meyer                         |
| 85.    | 1895–1896      | Felix Dahn                               |
| 86.    | 1896–1897      | Rudolf Kittel                            |
| 87.    | 1897–1898      | Richard Foerster                         |
| 88.    | 1898–1899      | Artur Koenig                             |
| 89.    | 1899–1900      | Joseph Partsch                           |
| 90.    | 1900–1901      | Carl Flügge                              |
| 91.    | 1901–1902      | Alfred Hillebrandt                       |
| 92.    | 1902–1903      | Rudolf Leonhard                          |
| 93.    | 1903–1904      | Jacob Rosanes                            |
| 94.    | 1904–1905      | Gustav Kawerau                           |
| 95.    | 1905–1906      | Georg Kaufmann                           |
| 96.    | 1906–1907      | Max Sdralek                              |
| 97.    | 1907–1908      | Carl Appel                               |
| 98.    | 1908–1909      | Wilhelm Uhthoff                          |
| 99.    | 1909–1910      | Otto Fischer (rektor)                    |
| 100.   | 1910–1911      | Alfred Hillebrandt                       |

### Slezská univerzita Fridricha Viléma (1911–1945)
| pořadí | léta ve funkci | jméno a příjmení rektora |
| 101.   | 1911–1912      | Adolf Kneser             |
| 102.   | 1912–1913      | Franklin Arnold          |
| 103.   | 1913–1914      | Ferdinand Albin Pax      |
| 104.   | 1914–1915      | Otto Küstner             |
| 105.   | 1915–1916      | Joseph Pohle             |
| 106.   | 1916–1917      | Willy Kükenthal          |
| 107.   | 1917–1918      | Richard Schott           |
| 108.   | 1918–1919      | Max Koch                 |
| 109.   | 1919–1920      | Richard Pfeiffer         |
| 110.   | 1920–1921      | Alfred Gercke            |
| 111.   | 1921–1922      | Erich Schaeder           |
| 112.   | 1922–1923      | Wilhelm Kroll            |
| 113.   | 1923–1924      | Johannes Nikel           |
| 114.   | 1924–1925      | Johannes Ziekursch       |
| 115.   | 1925–1926      | Alfred Manigk            |
| 116.   | 1926–1927      | Ernst Kornemann          |
| 117.   | 1927–1928      | Robert Wollenberg        |
| 118.   | 1928–1930      | Paul Ehrenberg           |
| 119.   | 1930–1931      | Ernst Lohmeyer           |
| 120.   | 1931–1932      | Bernhard Poschmann       |
| 121.   | 1932–1933      | Carl Brockelmann         |
| 122.   | 1933–1934      | Hans Helfritz            |
| 123.   | 1934–1938      | Gustav Adolf Walz        |
| 124.   | 1938–1939      | Richard Wagner           |
| 125.   | 1939–1943      | Martin Staemmler         |
| 126.   | 1943–1945      | Heinrich Henkel          |

## Vratislavská univerzita jako polská vysoká škola

### Vratislavská univerzita a polytechnika (1945–1952)
| pořadí | léta ve funkci          | jméno a příjmení rektora           | zaměření        |
| 1.     | 20.04.1945 – 31.10.1951 | prof. dr hab. Stanisław Kulczyński | biolog, botanik |

### Vratislavská univerzita Bolesława Bieruta (1952–1989)
| pořadí | léta ve funkci          | jméno a příjmení rektora             | zaměření            |
| 2.     | 1.11.1951 – 30.11.1953  | prof. dr hab. Jan Mydlarski          | antropolog          |
| 3.     | 1.12.1953 – 26.10.1957  | prof. dr hab. Edward Marczewski      | matematik           |
| 4.     | 1.11.1957 – 31.08.1959  | prof. dr hab. Kazimierz Szarski      | zoolog              |
| 5.     | 1.09.1959 – 31.08.1962  | prof. dr hab. Witold Świda           | právník             |
| 6.     | 1.09.1962 – 31.08.1968  | prof. dr hab. Alfred Jahn            | geolog, geomorfolog |
| 7.     | 1.09.1968 – 16.11.1971  | prof. dr hab. Włodzimierz Berutowicz | právník             |
| 8.     | 1.02.1972 – 31.08.1975  | prof. dr hab. Marian Orzechowski     | historik            |
| 9.     | 1.09.1975 – 31.08.1981  | prof. dr hab. Kazimierz Urbanik      | matematik           |
| 10.    | 1.09.1981 – 16.08.1982  | prof. Józef Łukaszewicz              | matematik           |
| 11.    | 16.08.1982 – 31.08.1984 | prof. dr hab. Henryk Ratajczak       | chemik              |
| 12.    | 1.09.1984 – 31.08.1987  | prof. dr hab. Jan Mozrzymas          | teoretický fyzik    |
| 13.    | 1.09.1987 – 31.08.1990  | prof. Mieczysław Klimowicz           | historik literatury |

### Vratislavská univerzita (od 1989)
| pořadí | léta ve funkci           | jméno a příjmení rektora           | zaměření   |
| 14.    | 1. 9. 1990 – 14. 2. 1995 | prof. dr hab. Wojciech Wrzesiński  | historik   |
| 15.    | 7. 2. 1995 – 31. 8. 1999 | prof. dr hab. Roman Duda           | matematik  |
| 16.    | 1. 9. 1999 – 31. 8. 2002 | prof. dr hab. Romuald Gelles       | historik   |
| 17.    | 1. 9. 2002 – 31. 8. 2005 | prof. dr hab. Zdzisław Latajka     | chemik     |
| 18.    | 1. 9. 2005 – 31. 8. 2008 | prof. dr hab. Leszek Pacholski     | informatik |
| 19.    | 1. 9. 2008 – 31. 8. 2016 | prof. dr hab. Marek Bojarski       | právník    |
| 20.    | 1. 9. 2016 – 31. 8. 2020 | prof. dr hab. Adam Jezierski       | chemik     |
| 21.    | 1. 9. 2020 -             | prof. dr hab. Przemysław Wiszewski | historik   |